# Епархия Неллуру
Епархия Неллуру (лат. Dioecesis Nellorensis) — епархия Римско-католической церкви c центром в городе Неллуру, Индия. Епархия Неллора входит в митрополию Вишакхапатнама. Кафедральным собором епархии Неллуру является церковь святого Иосифа.

## История
3 июля 1928 года Римский папа Пий XII выпустил буллу Ad maius Religionis, которой учредил епархию Неллуру, выделив её из архиепархии Мадраса (сегодня — Архиепархия Мадраса и Мелапора). В этот же день епархия Неллуру вошла в митрополию Мадраса.
13 февраля 1940 года епархия Неллуру передала часть своей территории для возведения новой епархии Гунтура.
19 сентября 1953 года епархия Неллуру вошла в митрополию Хайдарабада.
12 июня 1967 года и 19 октября 1976 года епархия Неллуру передала часть своей территории для возведения новых епархий Карнулу и Кадапы.
16 октября 2001 года епархия Неллуру вошла в митрополию Вишакхапатнама.

## Ординарии епархии
- епископ Уильям Бутер (28.05.1929 — 16.03.1970);
- епископ Бала Шури Тхумма (16.03.1970 — 4.08.1973);
- епископ Пудхота Чинниах Баласвами (17.12.1973 — 7.12.2006);
- епископ Мосес Дорабойна Пракасам (7.12.2006 — по настоящее время).

## Источник
- Annuario Pontificio, Ватикан, 2007
- Булла Ad maius Religionis, AAS 21 (1929), стр. 465  (лат.)